# Coreopsis obovatifolia
Coreopsis obovatifolia là một loài thực vật có hoa trong họ Cúc. Loài này được Sagást. mô tả khoa học đầu tiên năm 1982.